# صنسيت فالي
صنسيت فالي (بالإنجليزية: Sunset Valley, Texas)‏ هي مدينة تقع بولاية تكساس في شمال شرق الولايات المتحدة. تبلغ مساحة هذه المدينة 3.6 (كم²)، وترتفع عن سطح البحر 203 م، بلغ عدد سكانها 365 نسمة في عام 2000 حسب إحصاء مكتب تعداد الولايات المتحدة وتصل الكثافة السكانية فيها 102.3 نسمة/كم2.

## التركيبة السكانية
حدّد مكتب تعداد الولايات المتحدة بيانات التركيبة السكانية لصنسيت فالي في تعداد الولايات المتحدة. في ما يلي، التركيبة السكانية حسب تعدادي 2000 و2010.

### تعداد عام 2000
بلغ عدد سكان صنسيت فالي 365 نسمة بحسب تعداد عام 2000، وبلغ عدد الأسر 146 أسرة وعدد العائلات 110 عائلة مقيمة في المدينة. في حين سجلت الكثافة السكانية 101.1 نسمة لكل كيلومتر مربع (261.8/ميل2). وبلغ عدد الوحدات السكنية 154 وحدة بمتوسط كثافة قدره 42.7 لكل كيلومتر مربع (110.6/ميل2).
وتوزع التركيب العرقي للمدينة بنسبة 92.05% من البيض و0.27% من الأمريكيين الأصليين و1.37% من الأمريكيين ذوي الأصول الآسيوية و4.66% من الأعراق الأخرى و1.64% من عرقين مختلطين أو أكثر و12.33% من الهسبانيون أو اللاتينيون من أي عرق.
بلغ عدد الأسر 146 أسرة كانت نسبة 30.8% منها لديها أطفال تحت سن الثامنة عشر تعيش معهم، وبلغت نسبة الأزواج القاطنين مع بعضهم البعض 63% من أصل المجموع الكلي للأسر، ونسبة 8.2% من الأسر كان لديها معيلات من الإناث دون وجود شريك،  بينما كانت نسبة 4.1% من الأسر لديها معيلون من الذكور دون وجود شريكة وكانت نسبة 24.7% من غير العائلات. تألفت نسبة 15.1% من أصل جميع الأسر من عدة أفراد يعيشون في نفس المنزل ونسبة 9.6% كانت تتألف من شخص يعيش بمفرده يبلغ من العمر 65 عاماً أو أكثر. وبلغ متوسط حجم الأسرة المعيشية 2.50، أما متوسط حجم العائلات فبلغ 2.82.
بلغ العمر الوسطي للسكان 46.0 عاماً. وكانت نسبة 21.6% من القاطنين تحت سن الثامنة عشر، وكانت نسبة 3.3% بين الثامنة عشر والرابعة والعشرين عاماً، ونسبة 24.1% كانت واقعةً في الفئة العمرية ما بين الخامسة والعشرين والرابعة والأربعين عاماً، ونسبة 33.7% كانت ما بين الخامسة والأربعين والرابعة والستين، ونسبة 17.3% كانت ضمن فئة الخامسة والستين عاماً فما فوق. يوجد لكل 100 أنثى 91.1 ذكر، ويوجد لكل 100 أنثى في الثامنة عشر من عمرها فما فوق 89.4 ذكر.
بلغ متوسط دخل الأسرة في المدينة 75,470 دولارًا، أما متوسط دخل العائلة فبلغ 78,937 دولارًا. وكان متوسط دخل الذكور 52,083 دولارًا مقابل 34,375 دولارًا للإناث. وسجل دخل الفرد الخاص بالمدينة 28,833 دولارًا. وكانت نسبة 7.3% من العائلات ونسبة 8.7% من السكان تحت خط الفقر، وكان من هؤلاء نسبة 16.7% تحت سن الثامنة عشر ونسبة 8.5% في الخامسة والستين من العمر وما فوق.

### تعداد عام 2010
بلغ عدد سكان صنسيت فالي 749 نسمة بحسب تعداد عام 2010، وبلغ عدد الأسر 304 أسرة وعدد العائلات 196 عائلة مقيمة في المدينة. في حين سجلت الكثافة السكانية 207.5 نسمة لكل كيلومتر مربع (537.4/ميل2). وبلغ عدد الوحدات السكنية 324 وحدة بمتوسط كثافة قدره 89.8 لكل كيلومتر مربع (232.6/ميل2).
وتوزع التركيب العرقي للمدينة بنسبة 83.85% من البيض و1.34% من الأمريكيين الأفارقة و0.40% من الأمريكيين الأصليين و7.88% من الأمريكيين ذوي الأصول الآسيوية و4.01% من الأعراق الأخرى و2.54% من عرقين مختلطين أو أكثر و17.76% من الهسبانيون أو اللاتينيون من أي عرق.
بلغ عدد الأسر 304 أسرة كانت نسبة 28.6% منها لديها أطفال تحت سن الثامنة عشر تعيش معهم، وبلغت نسبة الأزواج القاطنين مع بعضهم البعض 54.3% من أصل المجموع الكلي للأسر، ونسبة 6.2% من الأسر كان لديها معيلات من الإناث دون وجود شريك،  بينما كانت نسبة 3.9% من الأسر لديها معيلون من الذكور دون وجود شريكة وكانت نسبة 35.5% من غير العائلات. تألفت نسبة 24.3% من أصل جميع الأسر من عدة أفراد يعيشون في نفس المنزل ونسبة 5.3% كانت تتألف من شخص يعيش بمفرده يبلغ من العمر 65 عاماً أو أكثر. وبلغ متوسط حجم الأسرة المعيشية 2.46، أما متوسط حجم العائلات فبلغ 2.95.
بلغ العمر الوسطي للسكان 38.7 عاماً. وكانت نسبة 22.4% من القاطنين تحت سن الثامنة عشر، وكانت نسبة 6.5% بين الثامنة عشر والرابعة والعشرين عاماً، ونسبة 30.8% كانت واقعةً في الفئة العمرية ما بين الخامسة والعشرين والرابعة والأربعين عاماً، ونسبة 28.8% كانت ما بين الخامسة والأربعين والرابعة والستين، ونسبة 11.3% كانت ضمن فئة الخامسة والستين عاماً فما فوق. وتوزع التركيب الجنسي للسكان بنسبة 51.5% ذكور و48.5% إناث.

## معرض صور

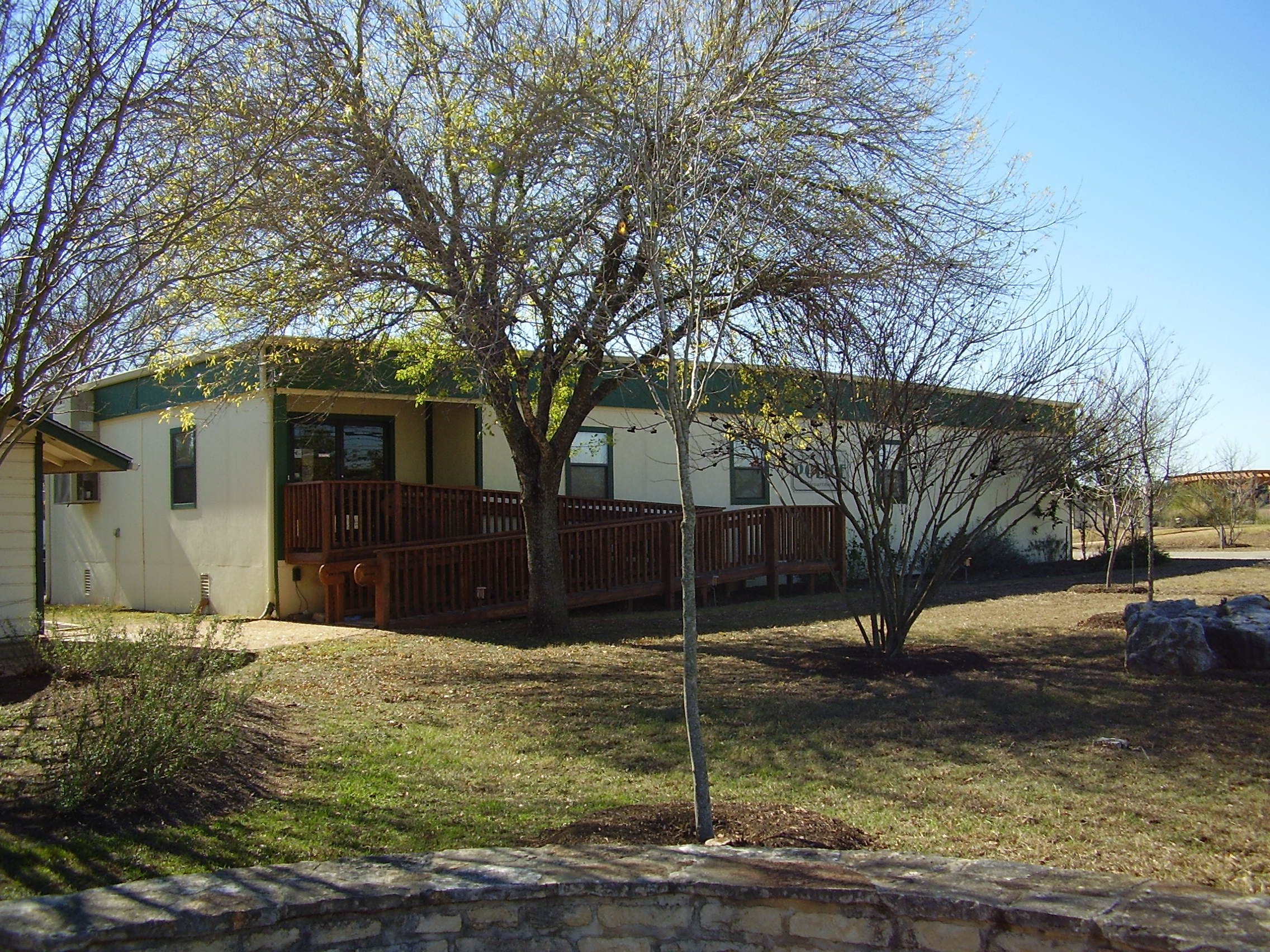
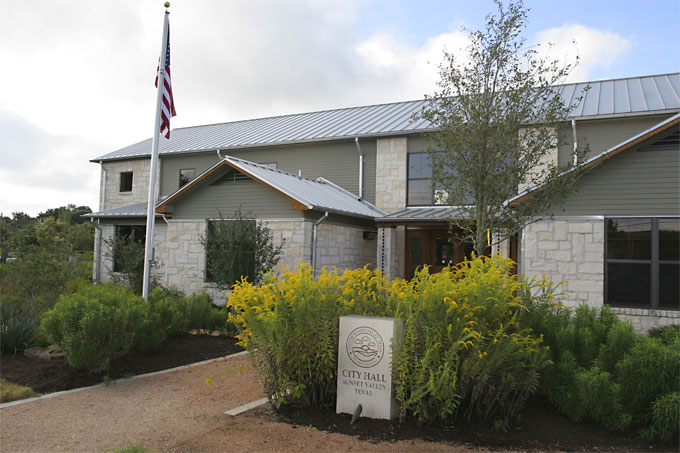
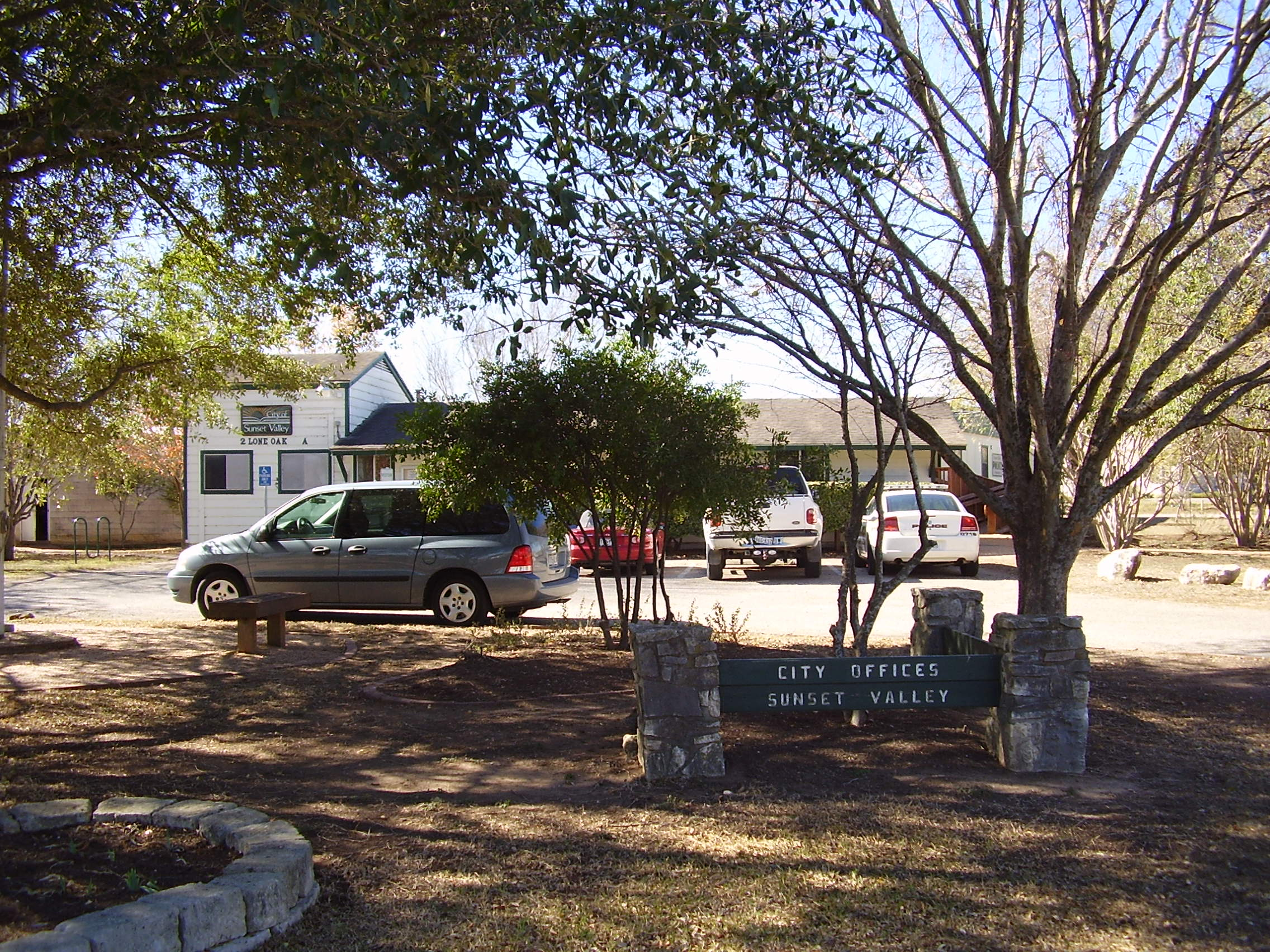

## وصلات خارجية
- Sunsetvalley.org
- The US50 - Cities and Towns in Texas State